# Begonia tetrandra
Begonia tetrandra é uma espécie de Begonia, nativa do Equador.